# Martin Maier-Bode

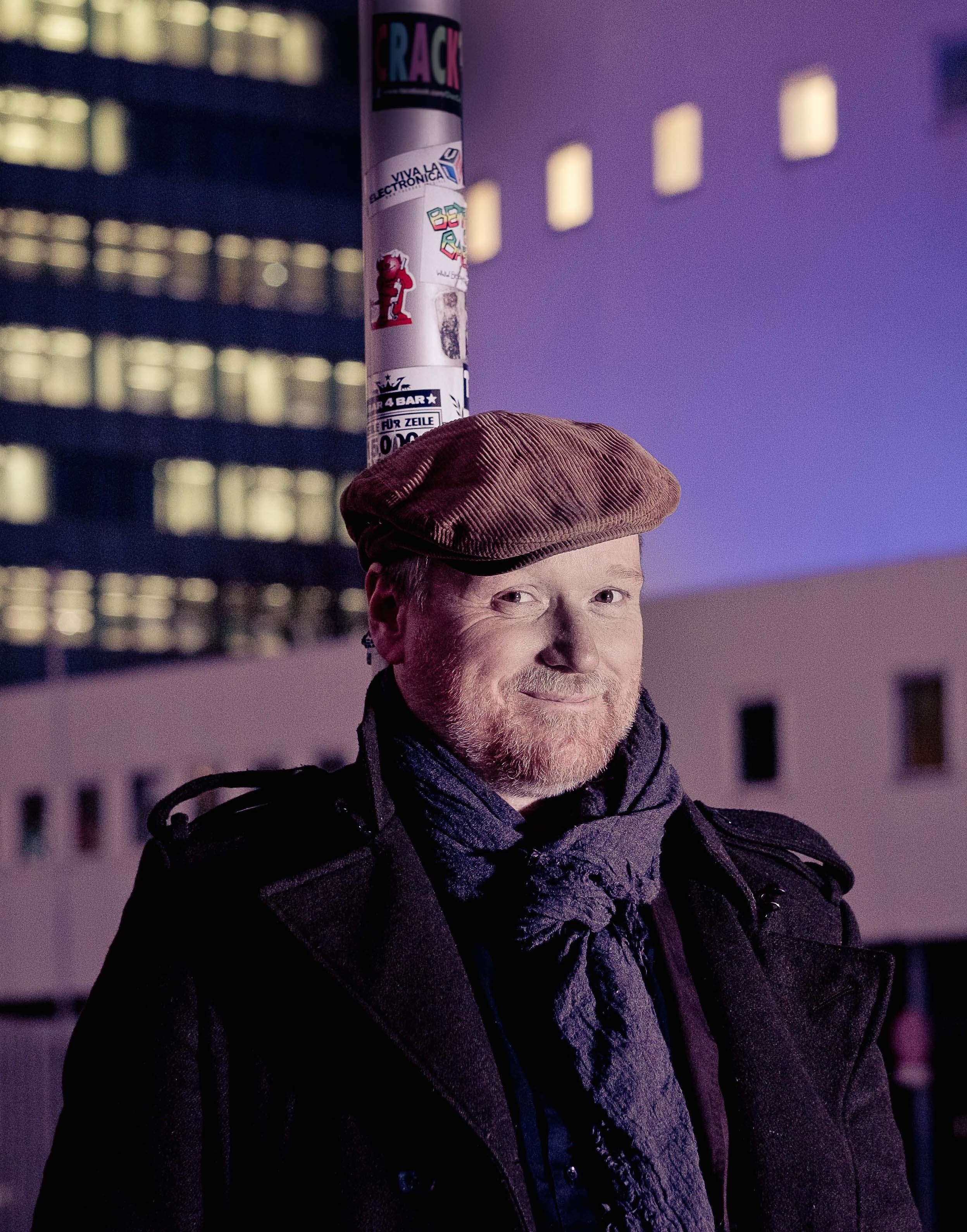
Martin Maier-Bode

Martin Maier-Bode (* 12. November 1966 in Düsseldorf) ist ein deutscher Autor, Regisseur und Kabarettist.

## Leben
Maier-Bode ist in Neuss aufgewachsen und gründete 1984 mit Martin Schorn das Kabarett-Ensemble Exekution 27b. Mit einigen anderen Künstlern aus der freien Szene in Neuss gründete er 1987 den EigenART e.V., aus dem 1994 das Theater am Schlachthof (TAS) hervorging. Maier-Bode war 1995 Gründungsmitglied, langjähriges Ensemblemitglied, Autor und Regisseur des STUNK in Neuss und Düsseldorf. Von 1990 bis 1994 arbeitete er als Dozent für Kabarett an der Alten Post in Neuss. Dort wurde er wegen eines politischen Eklats im Zusammenhang mit einem Auftritt gekündigt. Dieses Ereignis bezeichnet er rückblickend als Wendepunkt in seiner Karriere und als Grund, über die Neusser Szene hinauszublicken.
Hiernach war Maier-Bode unter anderem von 1996 bis 2002 Hausautor am Düsseldorfer Kom(m)ödchen, von 2000 bis 2002 Headwriter für die deutsche Ausgabe der Sesamstrasse und Künstlerischer Leiter der Distel in Berlin (2009–2014). Für das Fernsehen ist er unter anderem seit 2010 Chefautor der Kabarettsendung Kanzleramt Pforte D mit Lothar Bölck und Michael Frowin im MDR.
Seit Oktober 2014 ist Maier-Bode Ensemblemitglied am Kom(m)ödchen und bildet mit Christian Ehring und Dietmar Jacobs das Autorenteam für die Programme Deutschland gucken (2014) und Irgendwas mit Menschen (2017).
Maier-Bode ist verheiratet, Vater von fünf Kindern und lebt in Düsseldorf.

## Soloprogramme
- 1998: Ministerium für eine Hose
- 2000: Der Flüchter
- 2003: Der will nur spielen
- 2006: Schnitzeltaxi
- 2009: Voll krass deutsch
- 2015: Kabarett alternativlos

## Ensembleprogramme (Auswahl)
- 1990–1998: Exekution 27b, Duo mit Martin Schorn
- 2005: Spaßparteitag, Duo mit Christian Ehring
- 2007–2009: Angriff der Weihnachtsmänner, Duo mit Michael Frowin
- 2001–2012: Doppelpass, Duo mit Jens Neutag
- seit 2013: Fertig!, Duo mit Jens Neutag
- seit 2010: Das Schweigen des Lammert, Distel
- 2014: Deutschland gucken, Kom(m)ödchen
- 2017: Irgendwas mit Menschen, Kom(m)ödchen

## Autoren- und Regietätigkeit (Auswahl)
- seit 1995: STUNK in Neuss und Düsseldorf,[2] Autor und Regisseur
- seit 2014 Kom(m)ödchen-Autor von 1996–2002
- 1998–2001: Käpt’n Blaubär, WDR Fernsehen
- seit 2002: Kabarett-Theater Distel, Berlin (diverse Programme)
- 2000–2002: Sesamstrasse, Headwriter und Scriptdoctor für den NDR
- 2007–2009: Henri-Nannen-Preisverleihung, Autor und Regisseur
- seit 2010: Kanzleramt Pforte D, Chefautor des MDR-Kabarettformats
- 2016: Wir sind Borussia, Theater Krefeld und Mönchengladbach, Autor und Regisseur

## Buch
2015 erschien mit Voll krass deutsch Maier-Bodes erstes Buch im Eulenspiegel-Verlag.

## Auszeichnungen
- 2001: Handelsblatt-Kabarettförderpreis Sprungbrett
- 2002: Erster Preis beim 1. Chemnitzer Satirefestival erhalten mit dem Fußball-Kabarettduo „Doppelpass“
- 2005: Hessischer Kleinkunstpreis „Große Mathilde“
- 2006: Zweiter Platz (Jurypreis) beim Melsunger Kabarett-Wettbewerb Scharfe Barte
- 2016: Krefelder Krähe mit dem Kom(m)ödchen-Ensemble